# União Federal
União é a pessoa jurídica de Direito Público representante da esfera federal no âmbito interno e da República Federativa do Brasil no âmbito externo.
É definida no art. 18 da Constituição Federal:
Art. 18. A organização político-administrativa da República Federativa do Brasil compreende a União, os Estados, o Distrito Federal e os Municípios, todos autônomos, nos termos desta Constituição.
A esfera federal do Estado brasileiro é constituído pelos três poderes: executivo, legislativo e judiciário. O poder executivo federal é sediado em Brasília (DF), tem como mandatário o Presidente da República e é o responsável pelos interesses da Administração Federal em todo território nacional.
Cabe ressaltar que não existe hierarquia de leis entre as criadas pela União e os Estados-membros da Federação, pois existem competências (lei nacionais e leis federais).

## Contexto
Como pessoa jurídica de Direito Público a União sucedeu a Coroa, que representava interna e externamente o Império do Brasil, quando houve a proclamação da República.
O Brasil é uma república federativa constitucional presidencialista, de forma adotada em 1889. O Estado brasileiro está organizado em três Poderes: o Executivo, o Legislativo e o Judiciário. O Chefe do Poder Executivo (que acumula as funções de chefe de Estado e chefe de Governo) é o Presidente da República. Segundo a Constituição da República Federativa do Brasil, no Plebiscito que foi realizado no dia 21 de abril de 1993, disciplinado na Emenda Constitucional n° 2, de 25 de agosto de 1992, foram mantidos a república e o presidencialismo, como forma e sistema de governo, respectivamente.

### Divisão política do Brasil
O tipo de governo no Brasil é a República Federativa, constituída por 26 Estados, 1 Distrito Federal e 5570 Municípios. O Distrito Federal está localizado aproximadamente no centro do território brasileiro, e abriga Brasília, a capital nacional.[carece de fontes?]
A Independência do Brasil ocorreu no dia 7 de setembro de 1822, data em que foi rompida a união política com Portugal, dando origem ao nascimento do Império do Brasil. A mesma data é feriado nacional. Antes de 1822, o Brasil constituía um dos vários territórios (reinos, estados e outros senhorios) que formavam o conjunto pluricontinental da Monarquia Portuguesa. Na maior parte do tempo decorrido entre o século XVI e 1815, a então América Portuguesa formou uma única unidade política denominada "Estado do Brasil", ainda que, durante alguns períodos, partes da aquela se tenham autonomizado, formando divisões políticas separadas. O Brasil, por sua vez, era constituído por diversas subdivisões políticas denominadas "capitanias" até 1821 e depois "províncias", que continuaram existindo durante o período do império. Entre 1808 e 1821, o Brasil albergou a sede da Monarquia Portuguesa, com capital no Rio de Janeiro. Em 1815, o Brasil recebeu o título de "reino" (até então apenas detido por Portugal e pelo Algarve a ele anexo), passando o conjunto da Nação Portuguesa a ter a denominação política de "Reino Unido de Portugal, Brasil e Algarves". O Reino Unido de Portugal, Brasil e Algarves foi dissolvido de facto com a declaração de independência do Brasil em 1822 e de jure com seu reconhecimento por Portugal em 1825.
A Constituição vigente no Brasil é nova, datando de 5 de outubro de 1988, e foi elaborada pouco depois do término do período da ditadura militar brasileira, que governou o país de 1964 a 1984. Atualmente, o voto nas eleições é secreto e obrigatório para todos os brasileiros de 18 e menores de 70 anos, sendo facultativo apenas para os analfabetos, pessoas acima de 70 anos e jovens de 16 ou 17 anos.

## Poder Executivo Federal

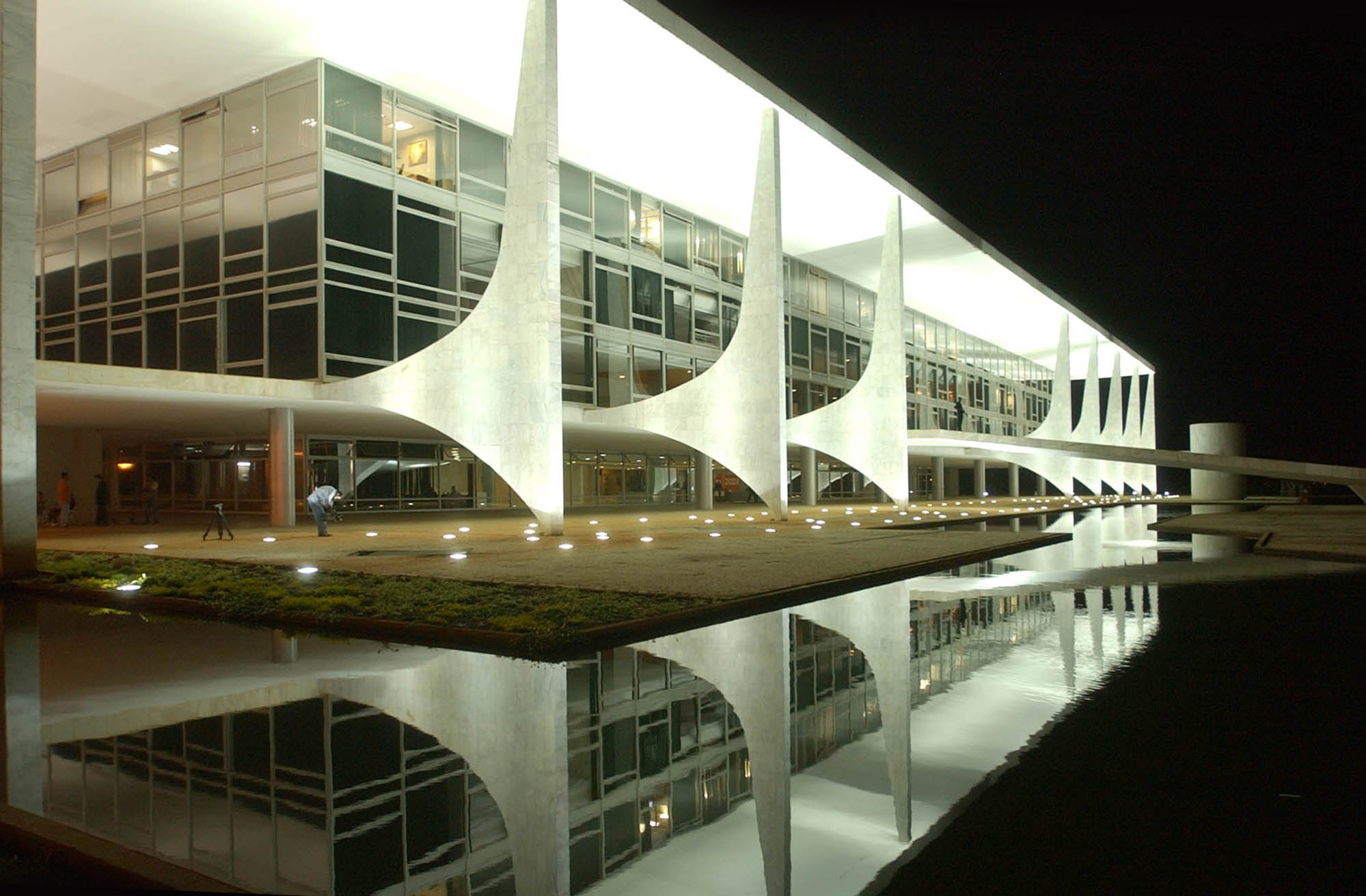
Palácio do Planalto, sede do Poder Executivo brasileiro.

O Poder Executivo Federal está representado na pessoa do Presidente da República e seu Gabinete de Ministros e Secretários. É eleito pelo voto direto, e exerce o mandato por 4 anos, com possibilidade de uma reeleição em sequência. O Gabinete de Ministros é nomeado pessoal e exclusivamente pelo Presidente, bem como as secretarias de primeiro escalão.[carece de fontes?]
Fazem parte da administração pública os entes administrativos criados por lei dentro das pessoas jurídicas de direito público da União, Estados, Distrito Federal e municípios. Esta estrutura da administração pública é dividida em direta e indireta. A administração pública direta é exercida por órgãos subordinados entre os entes gestores e a indireta é exercida por pessoas jurídicas criadas por lei vinculadas ao gestor. A administração indireta é exercida por autarquias, fundações públicas, empresas públicas ou sociedades de economia mista.[carece de fontes?]
Integram o Poder Executivo Federal diversas carreiras estruturadas de servidores públicos, com ingresso via concurso público de provas e títulos, entre elas as de Diplomacia (Diplomatas), Militares (Forças Armadas do Brasil), Ciclo de Gestão (Especialista em Políticas Públicas, Analistas de Orçamento e Planejamento, Analistas de Comércio Exterior, Técnico do IPEA, Analista de Finanças e Controle, Analista do Banco Central do Brasil, Analistas e Inspetores da CVM, Analista da SUSEP, Analista Técnico de Políticas Sociais), Auditores Fiscais (Receita Federal, Ministério do Trabalho e Ministério da Agricultura), Segurança Pública (Polícia Federal e Polícia Rodoviária Federal) e Regulação Federal (Especialista em Regulação das Agências Reguladoras Federais - ANATEL, ANCINE, ANEEL, ANP, ANAC, ANTAQ, ANTT, ANVISA, ANS e ANA).[carece de fontes?]
Há, ainda, os servidores não estruturados em carreiras (integrantes do Plano de Classificação de Cargos em 1970), temporários, empregados públicos e terceirizados via convênio.[carece de fontes?]

## Poder Legislativo Federal

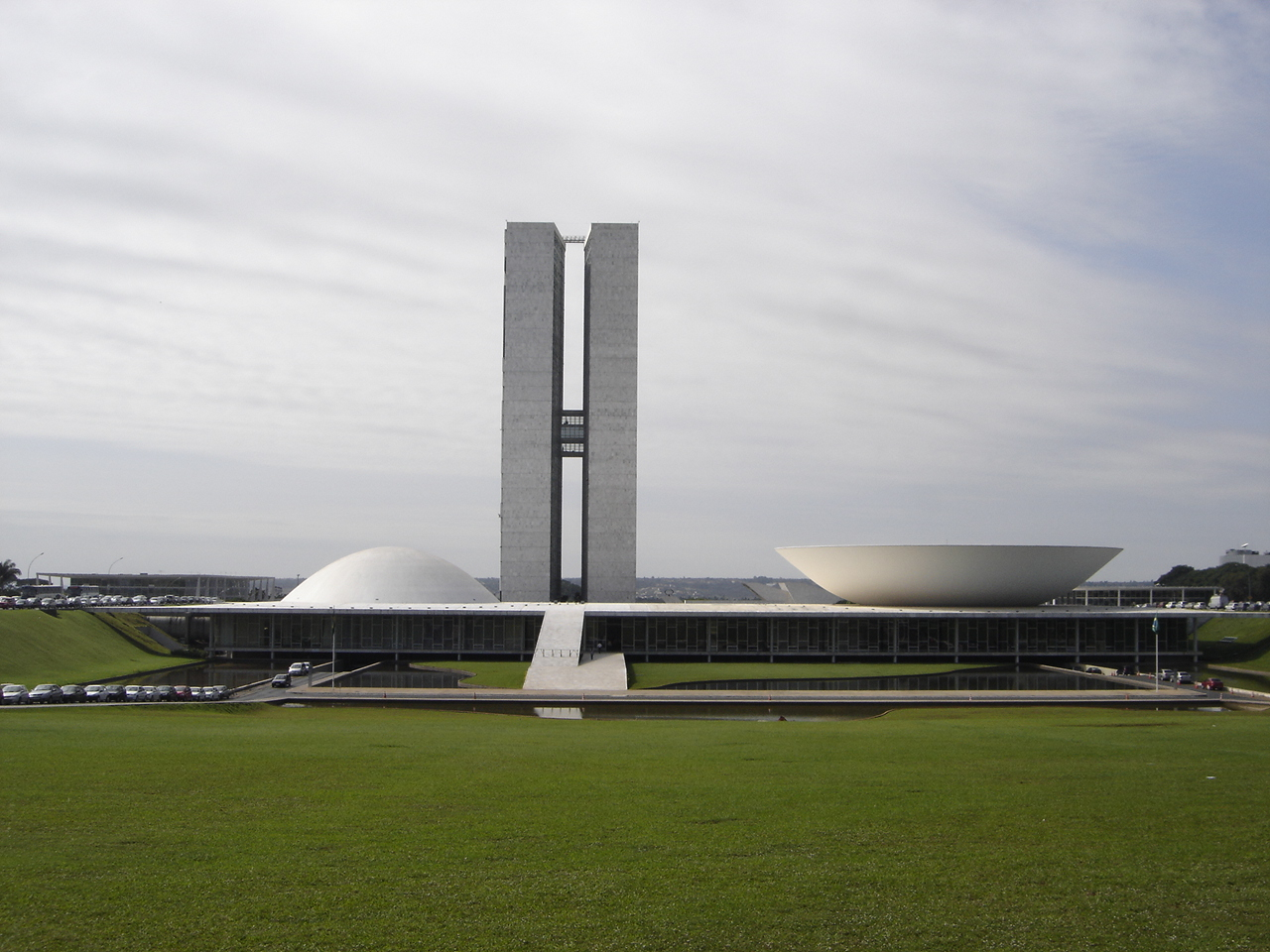
Congresso Nacional do Brasil.

O Poder Legislativo, representado pelo Congresso Nacional, é exercido pela Câmara de Deputados e pelo Senado. Cada estado da União é representado por três Senadores da República, eleitos em votação majoritária e as cadeiras na Câmara de Deputados são divididas de acordo com a população de cada estado, sendo os deputados eleitos por votação proporcional.[carece de fontes?]
O mandato dos Senadores é de 8 anos, e a cada quatro anos há uma eleição, por meio da qual são renovados 1/3 e 2/3 do Senado, alternadamente. O mandato dos Deputados Federais é de 4 anos.[carece de fontes?]
São 81 senadores e 513 deputados. O Brasil adota o presidencialismo de coalizão.[carece de fontes?]

## Poder Judiciário Federal

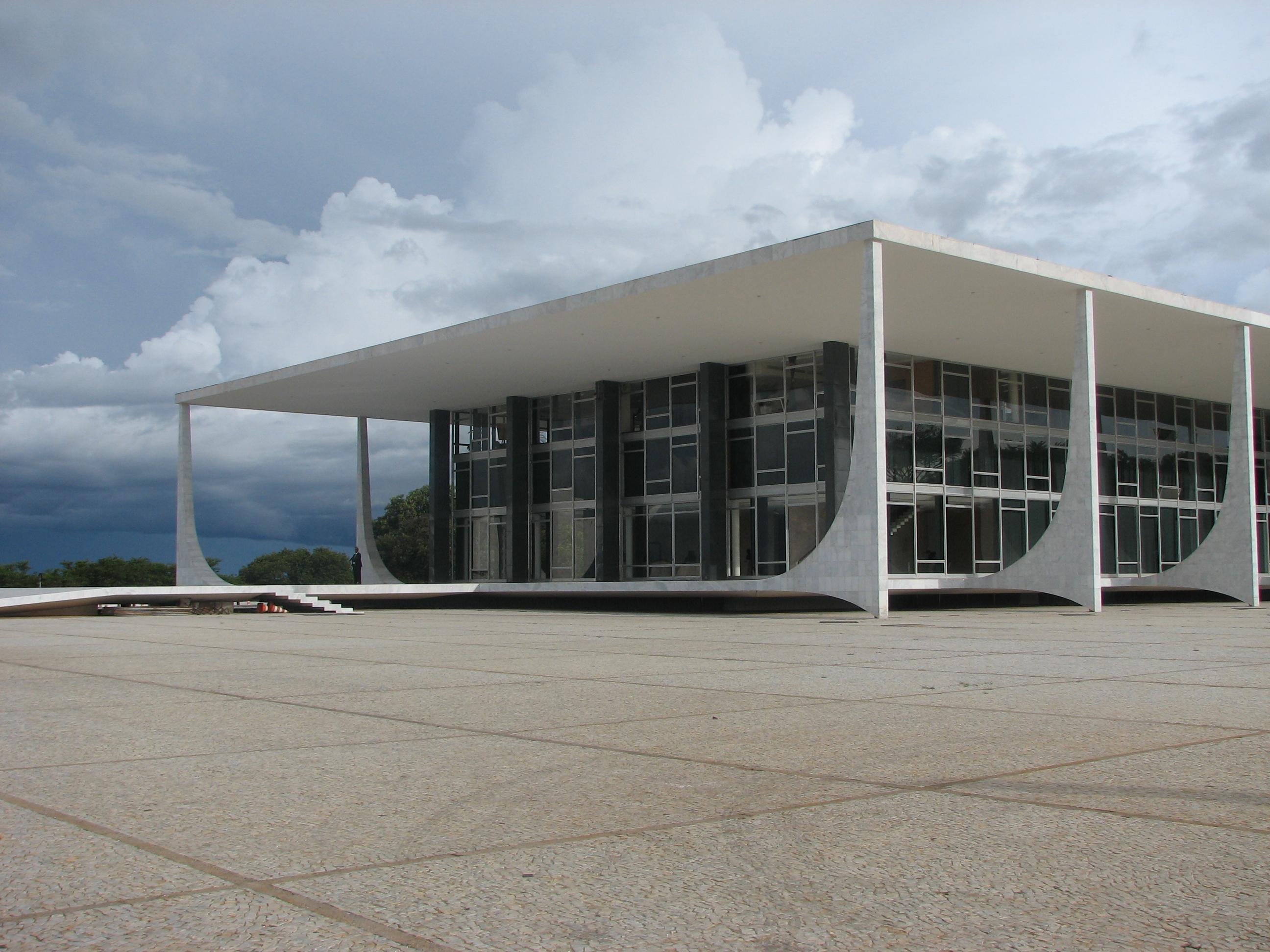
O edifício do Supremo Tribunal Federal.

O Poder Judiciário do Brasil está dividido em quatro áreas jurisdicionais: justiça comum, justiça do trabalho, justiça eleitoral e justiça militar. Cada uma dessas áreas jurídicas são organizadas no Brasil em duas entrâncias e uma instância superior, colegiadas por Tribunais superiores compostos por ministros.[carece de fontes?]
O Supremo Tribunal Federal conta com 11 ministros apontados pelo Presidente da República e aprovados pelo Senado. É a instância máxima do poder judiciário, e suas decisões versam sobre questões pertinentes ao direito constitucional.[carece de fontes?]
A justiça comum tem como órgão máximo da União o Superior Tribunal de Justiça. Abaixo dessa corte, existem os tribunais regionais federais como instituição de segunda entrância, e em cada Estado existem juízes federais que formam os órgãos de primeira instância. Na justiça federal, são julgadas matérias de direito público relativas à União. As matérias de direito privado são julgadas na justiça estadual, tendo como órgão máximo os Tribunais de Justiça. A justiça estadual também é responsável pelo julgamento das matérias de direito público relativos aos órgãos da administração pública do Estado a que faz parte.[carece de fontes?]
A justiça do trabalho tem como órgão máximo da União o Tribunal Superior do Trabalho, a justiça eleitoral tem como órgão máximo da União o Tribunal Superior Eleitoral, a justiça militar tem como órgão máximo o Superior Tribunal Militar e os Tribunais Regionais Federais, cujos juízes ocupam o cargo em caráter vitalício.[carece de fontes?]

## Sub-órgãos
- Advocacia-Geral da União
- Controladoria-Geral da União
- Diário Oficial da União
- Dívida Ativa da União
- Ministério Público da União
- Tribunal de Contas da União